# Restio monanthos
Restio monanthos är en gräsväxtart som beskrevs av Maxwell Tylden Masters. Restio monanthos ingår i släktet Restio och familjen Restionaceae. Inga underarter finns listade i Catalogue of Life.